# Lazarus: Form Recovery
Lazarus: Form Recovery je  rozšíření pro Mozilla Firefox sloužící k ukládání dat zadaných do formulářů, což je užitečné pokud má server zrovna výpadek, nebo nějakou chybu. V LFR můžete nastavit i ukládání hesel a vyhledávacích polí. LFR podporuje i WYSIWYG textová pole a formuláře odesílané AJAXem.